# Christophe Brandt
Christophe Brandt (* 6. Mai 1977 in Lüttich) ist ein ehemaliger belgischer Radrennfahrer.

## Karriere
Brandt wurde 1999 Profi bei dem italienischen Radsport-Team Saeco, nachdem er als Amateur unter anderem eine Etappe der Limburg-Rundfahrt gewonnen hatte. Er zeigte gute Kletterqualitäten und nahm 2001 bei seiner ersten großen Landesrundfahrt, dem Giro d’Italia, teil, den er als 42. abschloss. Einen ersten Podiumsplatz als Profi erreichte er beim Japan Cup im selben Jahr.
Nach zwei Jahren bei Saeco erhielt Brandt einen Vertrag bei dem belgischen Rennstall Predictor-Lotto. 2002 erreichte er beim Druivenkoers von Overijse seinen ersten und einzigen Sieg als Berufsradfahrer. Bei seiner ersten Tour de France wurde er im selben Jahr 35. im Gesamtklassement und Dritter der Nachwuchswertung hinter Ivan Basso und Nicolas Vogondy.
Auch in der Saison 2003 zeigte Brandt eine starke Leistung beim Druivenkoers, wo er diesmal Dritter wurde. Erneut stand er auch am Start der Tour de France, die er als 52. abschloss.
Beim Giro d’Italia 2004 wurde er überraschend Vierzehnter und wurde auch für die Tour de France nominiert. Dort wurde er zur sechsten Etappe ausgeschlossen, weil er positiv auf Doping (zu hoher Methadongehalt im Urin) getestet wurde. Vom belgischen Verband wurde er wenig später allerdings freigesprochen.
Somit konnte Brandt auch 2005 Rennen bestreiten. Erneut nahm er am Giro d’Italia und der Frankreich-Rundfahrt teil. Beim Giro konnte er auf der siebten Etappe seinen ersten Top-Ten-Platz dort herausfahren, als er im Sprint einer größeren Verfolgergruppe Achter wurde. Auf dem 16. Tagesabschnitt war er in einer Ausreißergruppe vertreten und verpasste als Zweiter neun Sekunden hinter dem Solosieger Christophe Le Mével nur knapp einen Etappengewinn. Das Rennen schloss er schließlich als 33. ab, während er bei der Tour das Ziel in Paris als 56. erreichte.
Ein Jahr später musste Brandt den Giro d’Italia allerdings nach nur drei Etappen verlassen, bei der Tour de France erreichte er aber als Gesamt-40. das Ziel. Bei einem Sturz während des Eintagesrennens Schaal Sels am 29. August 2006 verletzte er danach sich schwer. Unter anderem erlitt Brandt einen Milzriss und verletzte sich an einer Arterie. Die Ärzte im Krankenhaus von Brasschaat retteten zwar die Milz, mussten ihm aber eine Niere entfernen. Des Weiteren zog er sich vier Rippenbrüche zu, von denen einer die Lunge in Mitleidenschaft zog, sowie einen Armbruch.
Zur Saison 2007 kehrte Brandt aber wieder in den Rennbetrieb zurück. Beim Mannschaftszeitfahren während der Settimana Internazionale erreichte er mit seinem Team den ersten Platz. In diesem Jahr nahm er aber weder am Giro noch an der Tour teil und bestritt stattdessen erstmals die Vuelta a España, die er nur als 132 beendete. Die schwere Verletzung von 2006 machte sich auch in der folgenden Saison noch bemerkbar. Brandt konnte die Tour de France nach der 18. Etappe nicht weiterfahren.
Im Jahr 2009 war Brandt mit über 16.000 Rennkilometern der in dieser Statistik führende Berufsradfahrer. Einem 9. Etappenplatz bei der Presidential Cycling Tour of Turkey ließ er eine Teilnahme an Rund um den Finanzplatz Eschborn-Frankfurt in Deutschland folgen, das er als 17. abschloss. Kurz darauf stand er erstmals seit 2006 wieder beim Giro d’Italia am Start. Dieses Mal konnte er das Rennen wieder beenden. Einige Monate später folgte noch die Teilnahme an der Vuelta a España, wo er als 125. Madrid erreichte. Dies war zugleich seine letzte Teilnahme an einer dreiwöchigen Landesrundfahrt.
Ende der Saison 2010 absolvierte Christophe Brandt bei der Lombardei-Rundfahrt sein letztes Rennen und beendete anschließend seine Karriere als Radprofi.
Nach seinem Karriereende arbeitet Brandt nun beim Wallonischen Radsportverband.

## Erfolge
2002
- Gewinner Druivenkoers